# Liddy Bacroff

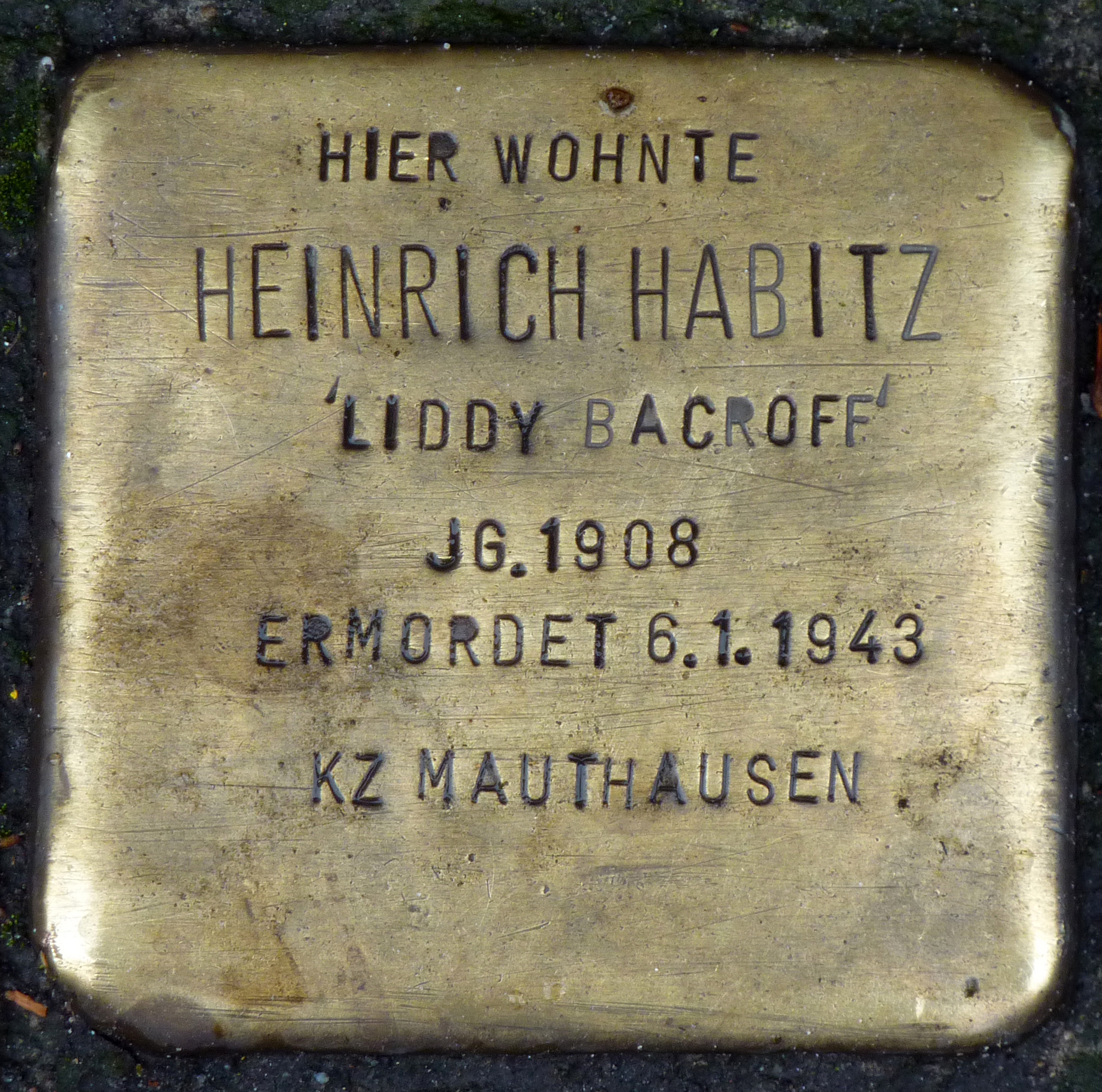
Stolperstein für Liddy Bacroff, ausgestellt auf den juristischen Namen

Liddy Bacroff (* am 19. August 1908 in Ludwigshafen, nach Adoption bürgerlich Heinrich Eugen Habitz; † 6. Januar 1943 im KZ Gusen I, Mauthausen) war auf Travestiebühnen und in der Prostitution tätig und verfasste einige Texte. Bacroff lehnte die zugewiesene männliche Geschlechtsrolle ab, nahm einen weiblichen Vornamen an und wurde gemäß dem damaligen Sprachgebrauch als Transvestit bezeichnet. Dieses Wort beschrieb zu der Zeit auch transgeschlechtliche Personen. Bacroff wurde mehrfach aufgrund homosexueller Handlungen nach § 175 inhaftiert und im KZ Gusen I getötet.

## Leben
Liddy Bacroff wuchs bei den Großeltern auf und wurde dann von Joseph Habitz, dem späteren Ehemann der Mutter, adoptiert. So erhielt Bacroff den Namen Heinrich Habitz, weder Vorname noch Personenstand wurden je geändert. Als „schwer erziehbar“ eingestuft, wurde Bacroff für ein Jahr in ein Erziehungsheim gesteckt. Nach einer abgebrochenen kaufmännischen Lehre arbeitete Bacroff in einfachen Büro- und Botentätigkeiten und anschließend als „Tanzdame“ bei einem Zirkus. 1924 wurde Bacroff im Alter von 16 Jahren zum ersten Mal vom Amtsgericht Ludwigshafen wegen eines Vergehens nach § 176 Ziffer 3 Reichsstrafgesetzbuch zu sechs Wochen Haft verurteilt; später wurde die Strafe erlassen. 1929 verhängte das Amtsgericht Mannheim eine zweimonatige Gefängnisstrafe wegen „widernatürlicher Unzucht“ nach § 175 RStGB. Im November 1929 verließ Bacroff endgültig Ludwigshafen und zog zunächst nach Berlin, dann nach Hamburg. Dort war Bacroff in der Prostitution und Travestie-Shows tätig und nahm den Namen Liddy Bacroff an.
1930 wurde Bacroff erneut verhaftet und zu einer zweimonatigen Gefängnisstrafe verurteilt. Kurz nach der Entlassung aus der Haft musste Bacroff erneut eine einmonatige Haft absitzen. Knapp ein Jahr darauf, im Mai 1931, wurde Bacroff erneut verurteilt, diesmal zu vier Monaten Haft wegen homosexueller Handlungen nach § 175 RStGB. 1933 und 1934 wurde Bacroff jeweils zu sechs und zehn Monaten Haft verurteilt.
Im Gefängnis schrieb Liddy Bacroff mehrere Texte über die eigene Gefühlswelt: Freiheit! (Die Tragödie einer homosexuellen Liebe) und Ein Erlebnis als Transvestit. Das Abenteuer einer Nacht in der Transvestitenbar Adlon!
1936 wurde Liddy Bacroff zum ersten Mal nach dem von den Nationalsozialisten neu eingesetzten § 175 a Ziffer 4 RStGB belangt, der „gewerbsmäßige Unzucht“ unter Strafe stellte, und vom Landgericht Hamburg zu zwei Jahren Zuchthaus im Zuchthaus Bremen-Oslebshausen mit Aberkennung der bürgerlichen Ehrenrechte für drei Jahre verurteilt.
Nach der Haftentlassung im Januar 1938 versuchte sich Liddy Bacroff der ständigen polizeilichen Überwachung zu entziehen. Bacroff zog mit gefälschten Meldepapieren um – woraufhin eine steckbriefliche Fahndung eingeleitet wurde. Liddy Bacroff wurde bereits zwei Monate darauf am 25. März 1938 denunziert, indem jemand der Polizei mitteilte, im Lokal „Komet“ sitze „ein Mann in Frauenkleidern“ mit einem anderen Mann an einem Tisch. Beide Personen wurden verhaftet. Der Tischpartner Bacroffs sagte aus, er habe gedacht, eine Frau kennengelernt zu haben. Bacroff sagte gegenüber der Polizei aus, Frauenkleidung zu tragen „aus anomaler Veranlagung, um auf homosexueller Basis anzuschaffen“. Weiter ist im Protokoll der Aussage zu lesen: „In der Zeit nach meiner Strafverbüßung bis zu meiner Festnahme, also vom 15.1.38 bis zum 25.3.38 habe ich in den 9 Wochen täglich etwa 3 Männer gehabt. Sie gaben mir durchschnittlich RM 3,–. Es ist auch vorgekommen, daß ich von einem Freier bis zu RM 10,– bekam. In den meisten Fällen lernte ich meine Kavaliere auf der Straße kennen (St. Georg); in den seltensten Fällen in einem Lokal. Teilweise habe ich die Leute angesprochen oder umgekehrt. Nachdem wir über den Preis einig geworden waren, gingen wir nach dem Pensionat Kucharsky, Ecke Hansaplatz und Bremerreihe. Der Pensionsinhaber wusste, daß ich Mannweib bin.“
Am 4. April 1938 stellte Liddy Bacroff einen Antrag auf „freiwillige“ Kastration. Daraufhin wurde Bacroff von einem Gerichtsmediziner des Gesundheitsamtes Hamburg untersucht. Der Arzt stufte Bacroff als „unheilbar“ ein, was einem Todesurteil gleichkam. In seinem Bericht schrieb der Arzt: „H. ist seiner Grundeinstellung nach ein Transvestit. Beim Gesamthabitus nach ist er entsprechend feminin infantilistisch, der Stimme nach eunuchoid […] Als Urning = Strichjunge = passiver Paederast wird er sich vermutlich auch nach seiner evt. Kastration weiter betätigen, weil ihm beim Fehlen der höheren Gefühlskräfte das unmoralische seiner Handlungen, z. B. Geldverdienen durch passive Paederastie als Strichjunge nicht begreiflich gemacht werden kann. Er fühlt sich in seiner Lebenslage glücklich und denkt nicht daran, durch Arbeit seinen Lebensunterhalt auf anständige Art und Weise zu verdienen. […] Es liegt demzufolge bei ihm schon eine Dauerfixierung, d. h. das Gewohnheitsmäßige: die sexuell-kriminelle Habitualform vor. […] Die Sicherungsverwahrung ist infolge der absolut ungünstigen Prognose erforderlich. Als Persönlichkeit in der geschilderten Form ist und bleibt er zweifellos ein Sittenverderber schlimmster Art und muß deshalb aus der Volksgemeinschaft ausgeschaltet werden.“
Am 22. August 1938 wurde Liddy Bacroff vom Landgericht Hamburg wegen „gewerbsmäßiger widernatürlicher Unzucht“ als „gefährlicher Gewohnheitsverbrecher“ zu drei Jahren Zuchthaus mit anschließender Sicherungsverwahrung verurteilt.
Nach der Gestapo- und Untersuchungshaft wurde Liddy Bacroff im Oktober 1938 in das Zuchthaus Bremen-Oslebshausen überstellt und nach Verbüßung der Strafe im Oktober 1941 in die Sicherungsanstalt in Rendsburg eingeliefert. Im November 1942 erfolgten die Überstellung an die Hamburger Polizeibehörde und anschließend die Verbringung in das KZ Mauthausen-Gusen, wo Liddy Bacroff am 6. Januar 1943 ermordet wurde.

## Gedenken
Liddy Bacroff wurde am letzten Wohnort in Hamburg, in der Simon-von-Utrecht-Straße 79, ein Stolperstein gesetzt. Auf der Internetseite www.stolpersteine-hamburg.de und der Smartphone-App Stolpersteine in Hamburg ist die Lebensgeschichte Liddy Bacroffs als Audioaufnahme zu hören. Untermalt von Geräuschen aus der Gegenwart wird darin aus Bacroffs Aufzeichnungen während der Gefängnisaufenthalte zitiert.
Das Mannheimer Theater Oliv inszenierte im Mai 2016 das Theaterstück Will flirten, toben, schmeicheln! Lasst mich – ich bin Liddy, in dem die Geschichte Bacroffs auf Grundlage persönlicher Schriften und anderer Dokumente als Theater-Collage aufbereitet wurde.